# Against Me!
Against Me! – amerykański zespół punkowy założony w 1997 roku w Gainesville na Florydzie przez Laurę Jane Grace.

## Muzycy
Obecny skład zespołu
- Laura Jane Grace(inne języki) – gitara, wokal prowadzący (od 1997)
- James Bowman(inne języki) – gitara, wokal wspierający (od 2001)
- Inge Johansson – gitara basowa, wokal wspierający (od 2013)
- Atom Willard – perkusja (od 2013)

Byli członkowie zespołu
- Kevin Mahon – perkusja, wokal wspierający (1998–2001)
- Dustin Fridkin – gitara basowa, wokal wspierający (1998, 2001–2002)
- Warren Oakes(inne języki) – perkusja (2001–2009)
- George Rebelo – perkusja (2009–2010)
- Jay Weinberg(inne języki) – perkusja (2010–2012)
- Andrew Seward – gitara basowa, wokal wspierający (2002–2013)

Muzycy koncertowi
- Franz Nicolay – instrumenty klawiszowe, akordeon, wokal wspierający (2010)
- Tyson Yerex – instrumenty klawiszowe, gitara (2009–2010)
- Adam Trachsel – gitara basowa (2010)

## Dyskografia

### Albumy studyjne
- Reinventing Axl Rose - 2002
- As the Eternal Cowboy - 2003
- Searching for a Former Clarity - 2005
- New Wave - 2007
- White Crosses - 2010
- Transgender Dysphoria Blues - 2014
- Shape Shift with Me - 2016

### Dema
- Against Me! znane też jako Tom's Demo lub Tom's First Demo - 1997
- Vivida Vis! - 1998

### EP
- Against Me! EP - 2000
- Crime As Forgiven By - 2001
- The Acoustic EP - 2001
- The Disco Before the Breakdown - 2002

### Albumy koncertowe
- Americans Abroad!!! Against Me!!! Live in London!!! - 2006
- Live @ Warped Tour, Comerica Park, Detroit, MI - 2006-07-29

### Single
- Cavalier Eternal - 2004
- Sink, Florida, Sink - 2005
- Don't Lose Touch - 2005
- From Her Lips To God's Ears - 2006

### DVD
- We're Never Going Home - 2004